# Delagrangeus schurmanni
Delagrangeus schurmanni är en skalbaggsart som beskrevs av Gianfranco Sama 1985. Delagrangeus schurmanni ingår i släktet Delagrangeus och familjen långhorningar. IUCN kategoriserar arten globalt som sårbar. Inga underarter finns listade i Catalogue of Life.